# 동림 나들목
동림 나들목(Dongnim IC)은 광주광역시 북구 동림동과 연제동에 걸쳐 있는 호남고속도로의 13번 교차로이다. 빛고을대로를 이용하여 광주광역시청, 상무지구와 첨단지구, 담양군 방향으로 진출할 수 있으며, 광주광역시와 수도권, 충청권, 강원권을 오고가는 길목이다.

## 연혁
- 2004년 12월 29일: 빛고을대로 개통과 함께 영업 개시

## 구조물 정보
- 위치: 광주광역시 북구 동림동, 연제동

## 접속하는 도로
- 빛고을대로
- 간접 연결 : 국도 제1호선 (북문대로)